# Cavallerís major

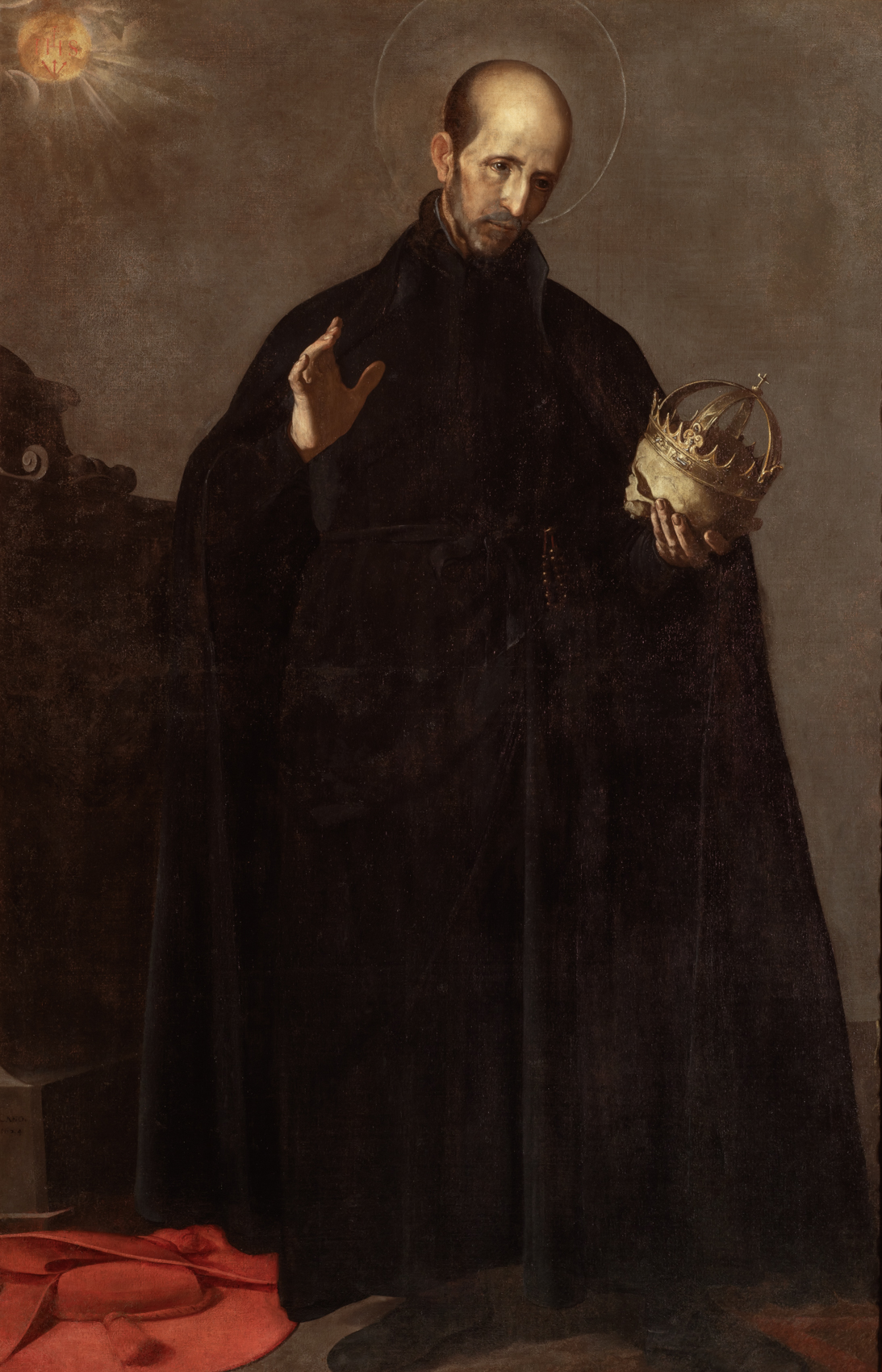
Sant Francesc de Borja que va ser Cavallerís major de l'emperadriu Isabel de Portugal i d'Aragó

El cavallerís major era el cap de palau encarregat de la direcció i govern de la cavallerissa del rei d'Espanya i l'acompanyava tan aviat sortia de palau. Formava part de l'entramat institucional de la Reial Casa i Patrimoni de la Corona d'Espanya.

## Antecedents històrics
Aquesta ocupació compta amb molta antiguitat a Espanya i ja es coneixia amb la mateixa denominació que ara té en temps de l'emperador Carles V, com ho testifiquen els nomenaments de Sant Francesc de Borja i del marquès de Launoi com Cavallerissos majors de l'emperadriu la seva esposa, de la qual cosa també s'infereix clarament l'altíssim honor i distinció annexos a aquell càrrec; d'una altra manera no s'hi haguessin buscat persones de tanta noblesa i posició.

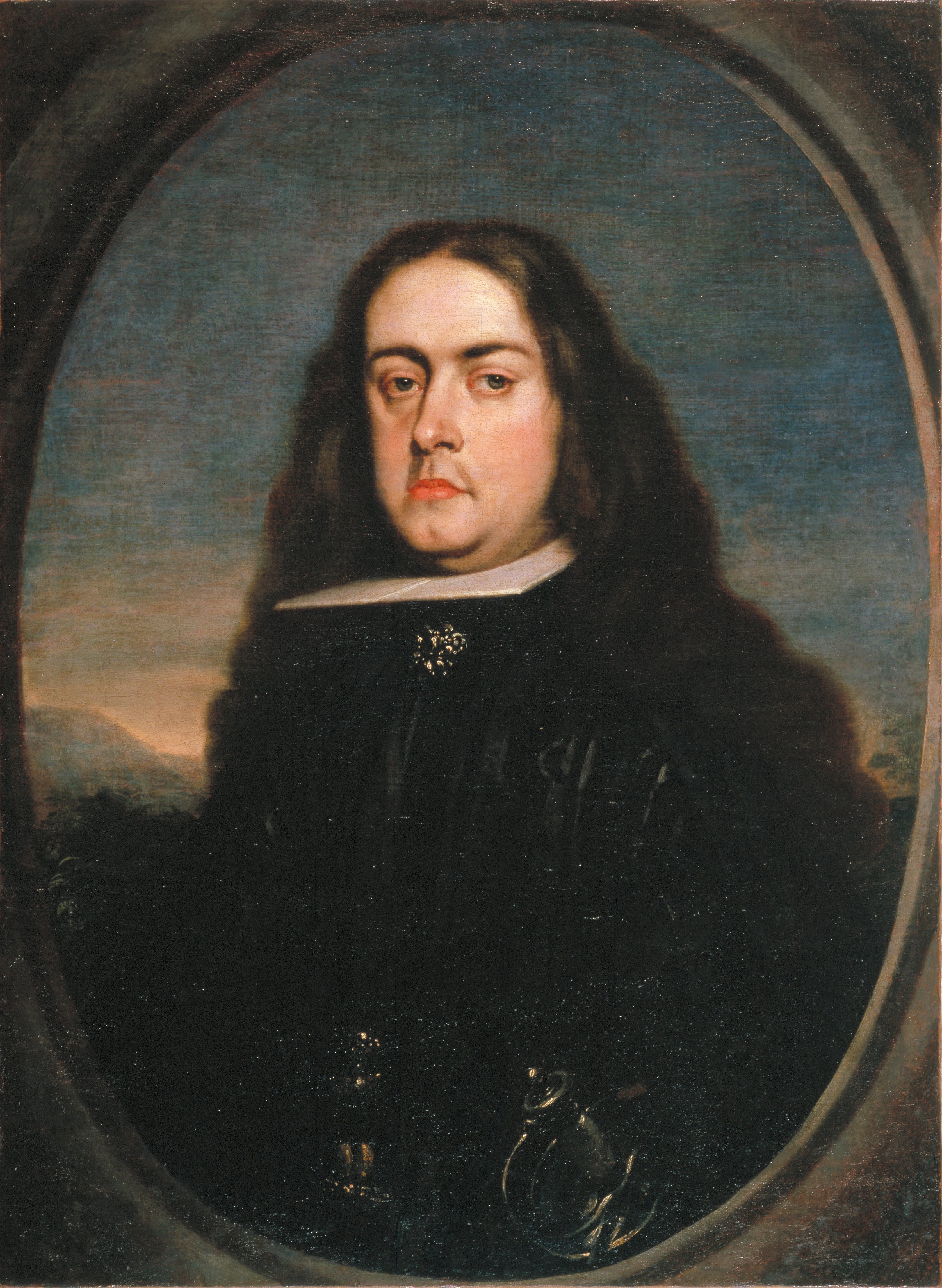
Juan Francisco de la Cerda Enríquez de Ribera, Duc de Medinaceli, Cavallerís major del rei Carles II

Els reis d'Espany,m que sempre van remunerar generosament als seus servidors i que van sostenir la seva cort i la seva casa amb gran pompa i magnificència, van atorgar considerables prerrogatives a la seva Cavallerís major com a servidor que era tan immediat a les seves persones. Li van conferir l'honra de tenir clau de cambra i estança a palau, el comandament a la casa dels patges del Rei, en els piquers i en l'armeria reial, el privilegi de caminar amb cotxe del Rei amb sis mules o cavalls, la precedència fora de Palau sobre el majordom major i sumiller de corps, acompanyant al rei i altres diverses distincions no menys honorífiques.
A part d'elles, el Cavallerís major del Rei ha gaudit en altres temps del coneixement de causes i plets, d'una veritable jurisdicció, ja que entrava en unió del majordom major i del sumiller de corps a formar la junta de Bureo amb igual concepte de cap principal. En virtut d'això li corresponia per assessor un conseller de Castella, tanta era la categoria que representava. Les lleis espanyoles recopilades declaraven aquesta jurisdicció del Cavallerís major, li encomanaven com a primer cap de la Reial Cavallerissa el seu govern i direcció privatiu, posaven sota les seves ordres els criats i individus que hi servien, li concedien en unes ocupacions la proposta, en altres el nomenament, etc. El fur privatiu dels empleats de Reials Cavallerisses es va extingir posteriorment, entenent-se competent envers ells la jurisdicció ordinària.
Però malgrat haver-se desmembrat les facultats de justícia de l'autoritat del Cavallerís major del Rei, no va perdre aquesta ocupació el seu caràcter elevat. I amb ell es van seguir considerant honrades les més distingides persones de l'aristocràcia. I si d'una banda va quedar dins d'una esfera més limitada, en canvi va créixer a la seva consideració la que van tenir en altres èpoques certes ocupacions principals de palau que s'hi van refondre. La Reial Ballesteria va seguir conforme a la llei recopilada sota les ordres del Cavallerís major, tenint alhora el concepte que el seu títol indica, el de cavallerís i de ballester i montero mayor, sent el cap dels cavallerissos de camp, ballesters, reis d'armes, picadors, correus, tronquistes i criats de la reial cavallerissa.
Encara que s'hagi tractat del Cavallerís major del Rei, no s'ha de prendre això literalment, ni donar motiu a creure que no hi ha més que un Cavallerís major. El Rei, igual que la Reina, en tenien cadascú el seu, notant-se en això una igualtat i independència acostumada d'antic a palau. Les funcions de cavallerís major pertanyen a les que es diuen d'etiqueta.
Aquest càrrec va ser exercit en aquests segles, amb la notable excepció del marquès de Bèlgida durant el regnat dels reis Carles IV i Ferran VII, per un Gran d'Espanya.

## Règim durant els segles i

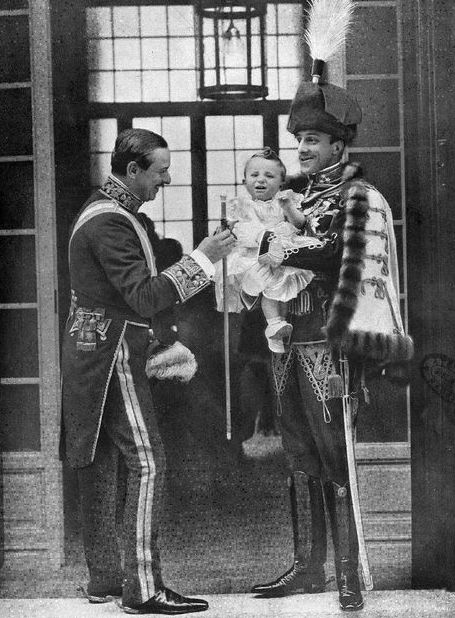
El marquès de Viana, cavallerís major junt al Rei Alfons XIII i el seu fill l'Infant Jaume de Borbó i Battemberg en braços.

## Règim durant els seglesxixixx

### Règim orgànic i funcions
Durant els regnats dels dos últims reis abans de la proclamació de la Segona República, Alfons XII i Alfons XIII, el cavallerís major era la segona persona en categoria després del majordom major, corresponent-li la prefectura tan aviat el monarca sortia de palau. El seu acompliment havia de correspondre a un Gran d'Espanya i el seu sou era de 15.000 pessetes anuals, el mateix que tenia el majordom major i igualment, com aquest, disposava d'oficina i cambra pròpia en el Palau Reial de Madrid.
El cavallerís major acompanyava el rei en totes les seves sortides o “jornades” a cavall al costat del carruatge, en el propi carruatge al seu costat o “al vidre” (com es deia), en automòbil i en els viatges en tren o en vaixell per Espanya i l'estranger.
Com a montero mayor, amb l'ajuda del primer montero, li corresponia la gestió de les reserves de caça del patrimoni de la corona i l'organització de les caceres (monterías...) a les que assistís el Rei si tenien lloc als vedats de la Corona com eren la Monte de El Pardo, la Reial Casa de Campo o els boscos de Valsaín. En les caceres i tiratges de perdius organitzades per tercers, i que comptaven amb l'assistència del Rei, sempre l'acompanyava en aquella condició.

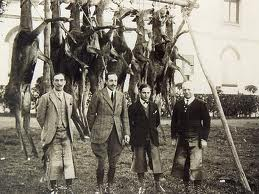
Fotografia d'una montería a la que va assistir el Rei Alfons XIII, qui apareix acompanyat pel marquès de Viana, el seu Montero mayor, pel fill d'aquest, comte de Coquilla, i pel marquès de la Guàrdia.

### Unitats dependents del Cavallerís major
A les seves ordres immediates es trobaven el Primer Cavallerís i el Primer Montero amb sous, tots dos, de 7.500 pessetes anuals cadascun. Després d'ells, es trobaven els cavallerissos de camp, que solien ser oficials de l'arma de cavalleria, i els monteros de camp.
Alhora del Cavallerís major en depenien, amb assistència del primer cavallerís, les reials cavallerisses amb el seu director al capdavant, càrrec que en 1930 detenia Ramón Fernández de Córdoba, marquès de Zarco que cuidaven dels cavalls, carruatges, automòbils, camions i altres vehicles afectes al servei del Monarca. També era el cap de l'armeria del Palau Reial de Madrid, que el seu conservador en 1930 era José María Conrado y Conrado.

### Privilegis, distintiu i uniforme
En les capelles i actes oficials s'asseia a continuació del majordom major. En recepcions públiques, al costat del majordom major i el comandant general d'alabarders, romania després de les butaques reials.
L'uniforme de Montero era de drap verd molt fosc amb brodats propis, fulles de roure, etc.

## Cavallerissos majors dels reis d'Espanya entre 1515 i 1931

### Cavallerissos majors de l'emperadorCarles V, 1515-1556
- 1515-1522: Charles de Lannoy
- 1522-1526: Cesare Ferramosca
- 1526-1529: Adrien de Croy, comte de Roeulx
- 1529-1530: Guillem de Monfort, senyor de Montfort
- 1530-1556: Jehan Lenin-Liéthard, comte de Bossu
- 1556: Sieur de Dandelot

### Cavallerissos majors del reiFelip II, 1556-1598
- 1556-1579: Antonio de Toledo
- 1598: Diego Fernández de Córdoba, Senyor d'Armuña

### Cavallerissos majors del reiFelip III, 1598-1621
- 1598-1618: Francisco de Sandoval y Rojas, duc de Lerma
- 1618-1621: Cristóbal Gómez de Sandoval y de la Cerda, duc d'Uceda

### Cavallerissos majors del reiFelip IV, 1621-1665
- 1621-1624: Juan Hurtado de Mendoza, duc de l'Infantado
- 1624-1643: Gaspar de Guzmán, comte-duc d'Olivares
- 1643-1648: Diego López de Haro Sotomayor y Guzmán, marquès del Carpio
- 1648-1661: Luis de Haro, marquès del Carpio
- 1661-1665: Fernando de Borja, príncep d'Esquilache i comte de Mayalde

### Cavallerissos majors del reiCarles II, 1665-1701
- 1667-1669: Pedro Portocarrero y Aragón, duc consort de Camiña, comte de Medellín
- 1669-1675: Francisco de Moura Corterreal, marquès de Castel-Rodrigo
- 1675-1683: Juan Gaspar Enríquez de Cabrera y Sandoval, duc de Medina de Rioseco, Almirall de Castella
- 1683-1687: Juan Francisco de la Cerda, duc de Medinaceli
- 1687-1688: Francisco Fernández de Córdoba, duc de Sessa
- 1693-1701: Juan Tomás Enríquez de Cabrera y Ponce de León, duc de Medina de Rioseco, Almirall de Castella

### Cavallerissos majors del reiFelip V, 1701-1724
- 1701-1713: Juan Clarós Pérez de Guzmán y Fernández de Córdoba, duc de Medina Sidonia
- 1715-1721: Francesco Pico, duc de la Mirandola
- 1721-1724: Alonso Manrique de Lara y Silva, duc del Arco

### Cavallerissos majors del reiLluís I, 1724
- 1724: Alonso Manrique de Lara y Silva, duc de l'Arco

### Cavallerissos majors del reiFelip V, 1724-1746
- 1724-1737: Alonso Manrique de Lara y Silva, duc de l'Arco
- 1738-1746: Manuel de Benavides y Aragón, comte i després duc de Santisteban del Puerto

### Cavallerissos majors del reiFerran VI, 1746-1759
- 1746-1749: Francisco VI Fernández de la Cueva y de la Cerda, duc d'Alburquerque
- 1749-1759: Luis Fernández de Córdoba y Spínola, duc de Medinaceli

### Cavallerissos majors del reiCarles III, 1759-1788
- 1759-1768: Luis Fernández de Córdoba y Spínola, duc de Medinaceli
- 1768-1777: Pedro de Alcántara Pérez de Guzmán y Pacheco, duc de Medina Sidonia
- 1780-1788: Felipe López-Pacheco de la Cueva, marquès de Villena

### Cavallerissos majors del reiCarles IV, 1788-1808
- 1788-1798: Felipe López-Pacheco de la Cueva, marquès de Villena
- 1798-1801: Juan de la Cruz Belbis de Moncada y Pizarro, marquès de Bélgida
- 1801-1808: Vicente Joaquín Osorio de Moscoso y Guzmán, marquès de Astorga

### Cavallerissos majors del reiFerran VII, 1808 i 1814-1833
- 1808: Vicente Joaquín Osorio de Moscoso y Guzmán, marquès d'Astorga
- 1814-1822: Juan de la Cruz Belbis de Moncada y Pizarro, marquès de Bélgida
- 1822-1823: Vicente Isabel Osorio de Moscoso y Álvarez de Toledo, marquès d'Astorga
- 1823-1833: Juan de la Cruz Belbis de Moncada y Pizarro, marquès de Bélgida

### Cavallerissos majors de la reinaIsabel II, 1833-1868
- 1833-1838: Fernando de Aguilera y Contreras, marquès de Cerralbo
- 1838-1839: Ángel María de Carvajal y Fernández de Córdoba y Gonzaga, duc d'Abrantes
- 1839-1854: Joaquín Fernández de Córdova y Pacheco, marquès de Malpica i  duc d'Arión
- 1854: Mariano Patricio de Guillamas y Galiano, marquès de San Felices
- 1854-1856: Vicente Pío Osorio de Moscoso y Ponce de León, duc de Montemar
- 1856-1859: Francisco Javier Arias Dávila y Matheu, comte de Puñonrostro
- 1860-1868: Fernando Díaz de Mendoza y Valcárcel, comte de Lalaing

### Cavallerissos majors del reiAmadeu I, 1871-1873
- 1871: Carlos Manuel O'Donnell, duc de Tetuán (1)

### Cavallerissos majors del reiAlfons XII, 1875-1885
- 1875-1885: José Isidro Osorio y Silva-Bazán,  marquès d'Alcañices,

### Cavallerissos majors del reiAlfons XIII, 1885-1931
- 1885-1900: José Joaquín Álvarez de Toledo y Silva, duc de Medina Sidonia

Entre 1900 i 1903 el càrrec restà vacant.
- 1903-1906: Manuel Felipe Falcó y Osorio,  marquès de la Mina
- 1906-1927: José de Saavedra y Salamanca, marquès de Viana
- 1927-1931: Baltasar de Losada y Torres, comte de Maceda

(1) Entre 1871 i 1873 el càrrec es va suprimir

## Primers Cavallerissos dels reisAlfons XIIiAlfons XIII
Alfons XII:
- Ricardo Castellví de Ibarrola, comte de Carlet (1875-1876)
- Ignacio de Arteaga y Puente, comte del Pilar (1876-1885)

Alfons XIII:
- Ignacio de Arteaga y Puente, comte del Pilar (1885-1894)
- Bernardo Ulibarri (1894-1903)
- Rodrigo Álvarez de Toledo (1903-1912)
- Fernando Moreno de Tejada y Díaz de Cabria, comte de Fuenteblanca (1912-1914)
- Miguel Tacón y Calderón, duc d'Unión de Cuba (1914-1931)

## Primers Monteros dels reisAlfons XIIiAlfons XIII
Alfons XII:
- Honorio de Samaniego y Pando, comte de Villapaterna (1875-1885)

Alfons XIII:
- Honorio de Samaniego y Pando, comte de Villapaterna (1885-1893)

Entre 1893 i 1903 el càrrec es va suprimir.
- Baltasar de Losada y Torres, comte de San Román i, després, comte de Maceda (1903-1927)
- Alonso Álvarez de Toledo y Samaniego, marquès de Villanueva de Valdueza (1927-1931)